# Hellboy (film)
Hellboy – amerykański film fantasy z 2004. Fabuła filmu oparta jest na podstawie komiksów o tytułowej postaci.

## Fabuła
Pod koniec II wojny światowej naziści chcą zmienić losy wojny z pomocą Rasputina. Ten jednak, zamiast im pomóc, chce doprowadzić do końca świata. Udaje mu się sprowadzić na Ziemię Hellboya, syna diabła, który zostaje jednak przygarnięty przez aliantów i wychowany na obrońcę ludzkości w walce z nadprzyrodzonymi siłami. Po latach Rasputin powraca, by dokończyć dzieła.

## Obsada
- Ron Perlman jako Hellboy
- John Hurt jako prof. Trevor „Broom” Bruttenholm
- Selma Blair jako Liz Sherman
- Rupert Evans jako John Thaddeus Myers
- Karel Roden jako Grigori Efimovich Rasputin
- Jeffrey Tambor jako Tom Manning
- Doug Jones jako Abe Sapien (David Hyde Pierce podłożył głos postaci)
- Brian Steele jako Sammael
- Ladislav Beran jako Karl Ruprecht Kroenen
- Bridget Hodson jako Ilsa Haupstein

## Odbiór
Film spotkał się z pozytywną reakcją krytyków. W serwisie Rotten Tomatoes 81% z 200 recenzji filmu jest pozytywne (średnia ocen wyniosła 6,76 na 10. Na portalu Metacritic średnia ocen z 37 recenzji wyniosła 72 punktów na 100.